# Cadillac GT4
Cadillac GT4 — компактный люксовый кроссовер, выпускающийся компанией General Motors под брендом Cadillac.

## Описание
Первые изображения автомобиля Cadillac GT4 были опубликованы в ноябре 2022 года Министерством промышленности и информационных технологий Китая в рамках процесса омологации. В мае 2023 года автомобиль поступил в продажу в Китае. Сборка организована в Яньтае. Технически автомобиль идентичен Buick Envision S.

## Технические характеристики
Cadillac GT4 оснащён 1,5-литровым или же 2,0-литровым рядным четырёхцилиндровым двигателем с турбонаддувом. 1,5-литровый двигатель развивает мощность 155 кВт (208 л. с.) и крутящий момент 270 Нм, в то время как 2,0-литровый двигатель развивает мощность 174 кВт (233 л. с.) и крутящим моментом 350 Н·м. Оба двигателя работают с подключаемым модулем напряжением 48 В.
|                            | 25T                      | 28T                      |
| -------------------------- | ------------------------ | ------------------------ |
| Годы производства          | с 05.2023                | с 05.2023                |
| Тип двигателя              | Бензиновый двигатель     | Бензиновый двигатель     |
| Конфигурация               | R4                       | R4                       |
| Объём                      | 1498 см³                 | 1998 см³                 |
| Мощность при об/мин        | 155 кВт (211 л. с.)/5500 | 174 кВт (237 л. с.)/5000 |
| Крутящий момент при об/мин | 270 Н·м/1750—4500        | 350 Н·м/1500—4000        |
| Привод                     | Передний                 | Полный                   |
| Трансмиссия                | 9-скор. АКПП             | 9-скор. АКПП             |
| Максимальная скорость      | 205 км/ч                 | 210 км/ч                 |
| Разгон до 100 км/ч         | 8,8—8,9 сек.             | 7,8 сек.                 |
| Масса                      | 1610—1660 кг             | 1760 кг                  |
| Объём бака                 | 60 л                     | 61 л                     |
| Расход топлива             | 6,7—6,8 л                | 7,5 л                    |

## Галерея

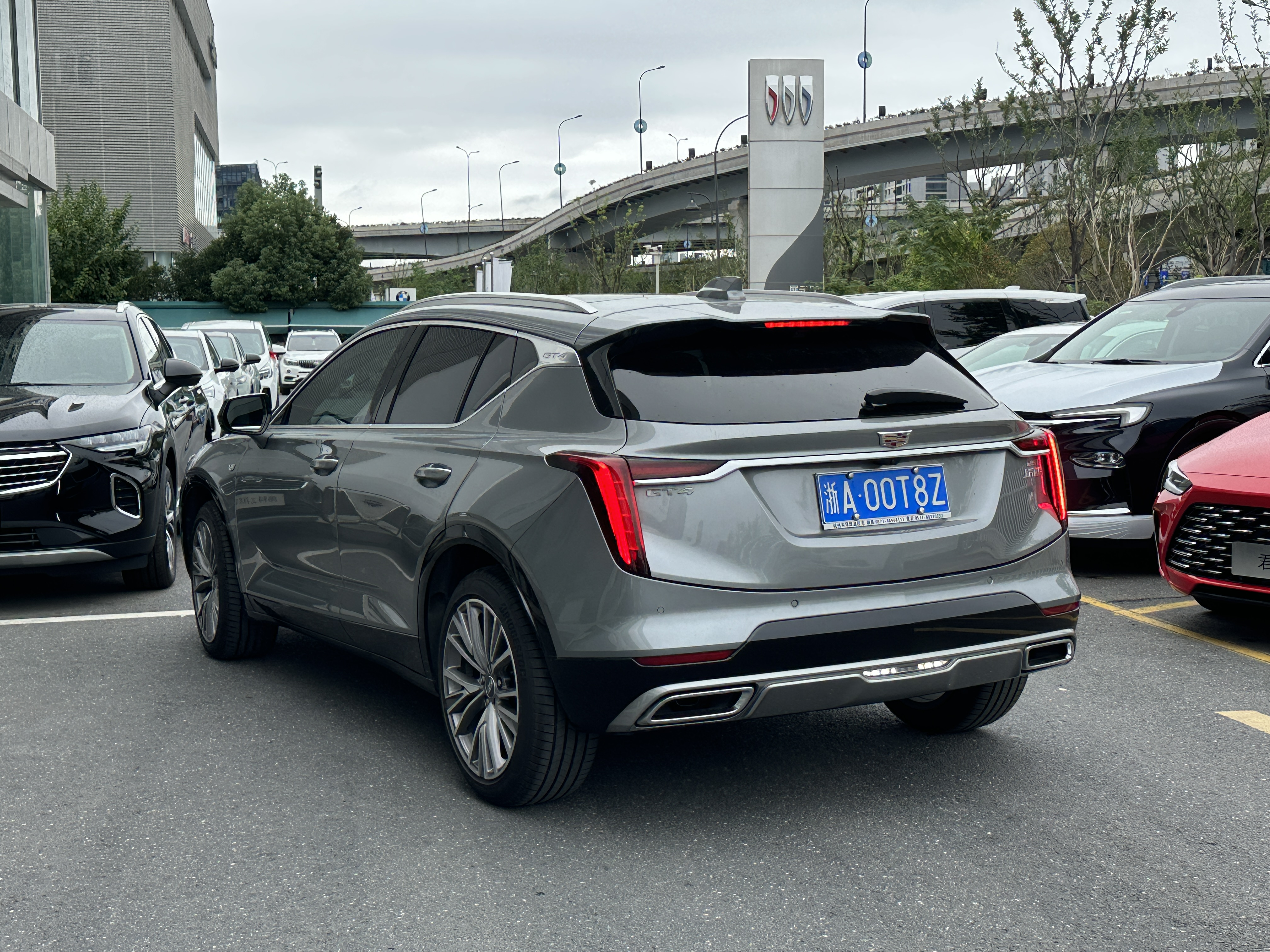
Вид сзади
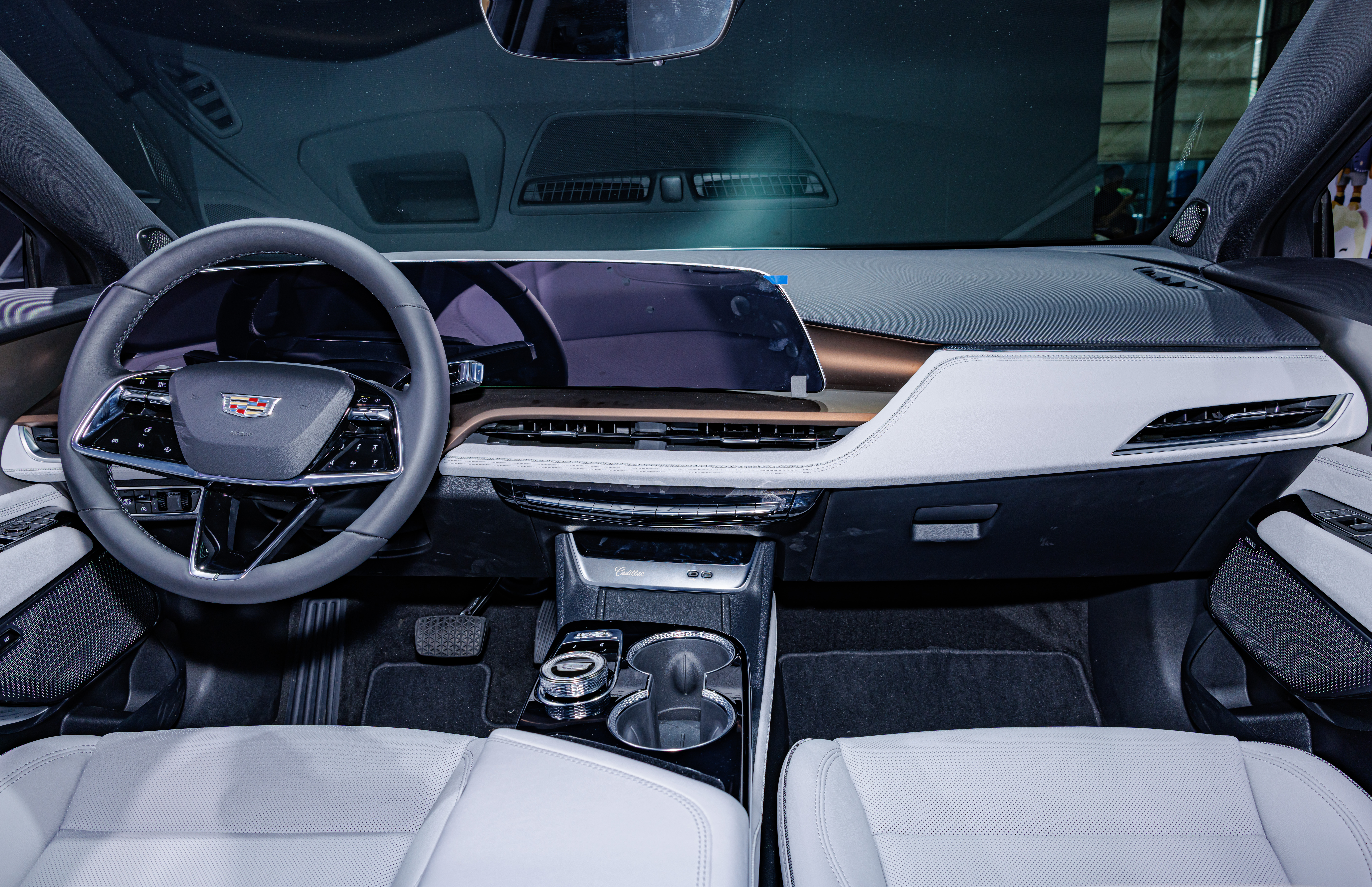
Интерьер